# Mack 10
Dedrick Rolison (Inglewood, 9 de agosto de 1971), mais conhecido como Mack 10, é um rapper e ator estadunidense. Ele foi membro do trio Westside Connection, junto com Ice Cube e WC. É descendente de mexicanos e afro-americanos.
Mack 10 começou sua carreira com uma participação na compilação "Bootlegs & B-Sides" do Ice Cube, na música "What Can I Do? (Remix)".
Rolison casou-se com Tionne "T-Boz" Watkins, do trio de R&B TLC em 2000. Com quem teve uma filha chamada Chase Rolison, nascida dia 20 de Outubro de 2000. Em 2004, T-Boz pediu o divórcio e uma ordem de restrição contra ele.
Mack também é fundador da gravadora independente Hoo-Bangin' Records.
Mack 10 também aparece no jogo Def Jam: Fight for NY como Ele mesmo, assim como WC.

## Discografia
Albuns de estúdio
- Mack 10 (1995)
- Based on a True Story (1997)
- The Recipe (1998)
- The Paper Route (2000)
- Bang or Ball (2001)
- Ghetto, Gutter & Gangster (2003)
- Hustla's Handbook (2005)
- Soft White (2009)
- 2000-1-0 (2011)

Colaborações
- Money Music (12 de Abril de 2011) (com Glasses Malone)

### Tours
- Up In Smoke Tour (co-atuação)